# .30-06 JDJ
El .30-06 JDJ es un cartucho de arma de fuego diseñado por el diseñador de armas y munición norteamericano J.D. Jones .

## Visión general
El .30-06 JDJ es un diseño modificado del  .30-06 Springfield para usarse en la pistola monotiro Thompson Center Arms Contender . Intentando replicar la balística de un .30-06 pero disparado en una pistola Contender. 
Actualmente, ningún fabricante ofrece armas en .30-06 JDJ. Se pueden comprar casquillos y balas de varias compañías para cargadores manuales.

## Descripción
En comparación con un cartucho .30-06 predeterminado, el .30-06 que contiene JDJ tiene un cuello más pequeño que está en un ángulo de 60 grados. Sin embargo, la mayor diferencia es que el .30-06 JDJ tiene poca conicidad corporal en comparación con el cartucho original .30-06. Por ejemplo, un cartucho .30-06 JDJ con una bala de 200 granos disparado desde un Contender tiene una velocidad inicial de 2504 pies/s (763,2 m/s), mientras que un cartucho regular .30-06 con una bala de 200 granos con 55 granos de pólvora tiene una velocidad de 2558 pies/s (779,7 m/s) .